# Groenenhoek (Berchem)

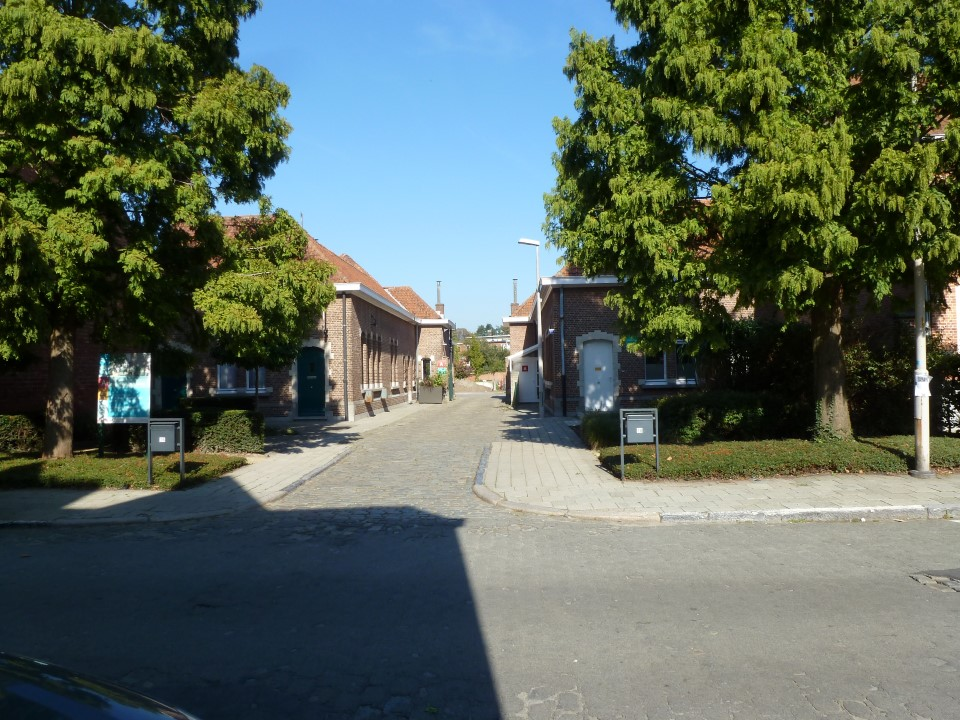
Tuinwijk Groenenhoek Turkooisstraat

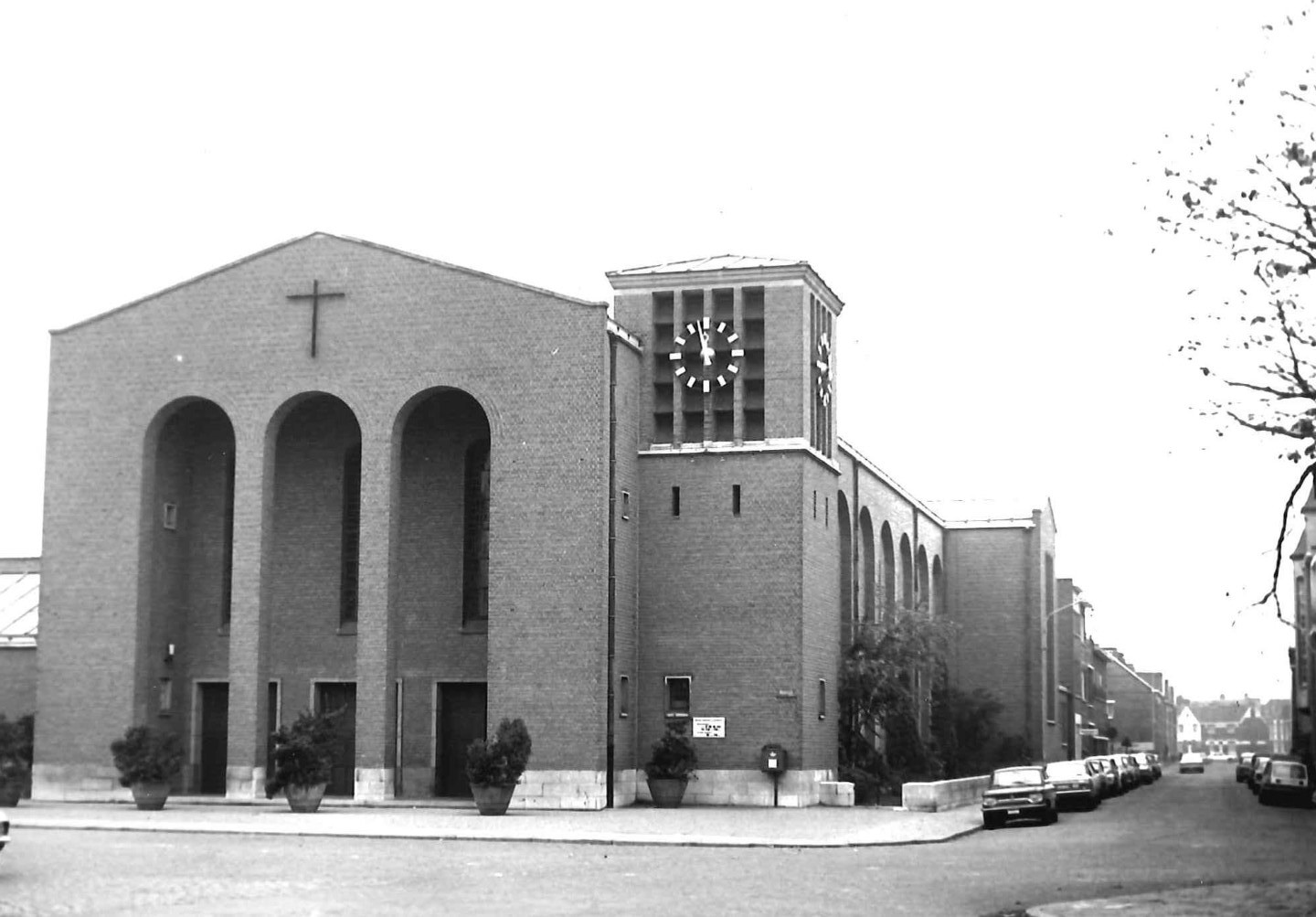
Heilig-Sacramentskerk

De Groenenhoek is een wijk in het oosten van het Antwerpse district Berchem. De wijk werd genoemd naar een hoek van de bochtige Helderstraat die van de Helder (aan de huidige Wapenstilstandlaan bij de Heilige Drievuldigheidskerk op de voormalige Zurenborgvelden) via het Rooi naar de Berchemse Grotesteenweg leidde. De voornoemde hoek is nu het kruispunt van de Helderstraat met de Diksmuidelaan. De wijk is ook bekend voor de vele straten die naar de West-Vlaamse frontgemeenten uit de Eerste Wereldoorlog verwijzen. Andere straten in het noorden en westen van de wijk werden dan weer naar edelgesteente- (zie Saffier- en Turkooisstraat) of mythologische figuren (zie Apollo-, Mars- en Morpheusstraat) genoemd.
Aan de voornoemde Helderstraat op de hoek met de Geluwestraat verrees onder invloed van de Norbertijnen uit de Abdij van Averbode, die al in de naburige Sint-Norbertusparochie werkzaam waren, vanaf 1923 ook de eerste kerk van de Berchemse parochie van het Heilig Sacrament waarvan later in 1960 de Heilig-Sacramentskerk op de hoek van de Zillebekelaan en de Pervijzestraat werd gebouwd. Ook werd er door de Norbertijnen in de Helderstraat grenzend aan de oudste kerk een vrije basisschool het "Sint-Norbertus Instituut Berchem" gebouwd dat later de school "Het Hinkelpad" genoemd werd.
De oostgrens van de wijk met voorheen Deurne en na 1912 Borgerhout werd gevormd door de Potvliet die de benedenloop vormt van de Zilverbeek, de grensscheidingsbeek tussen Berchem en Mortsel. De westgrens wordt gevormd door de spoorlijn 25. De spoorlijn 27A loopt door de wijk en scheidt de Helderstraat van de Groenenhoekstraat (die het verlengde van de Helderstraat vormt).
Het werd ook bekend als halte en keerlus van de (voormalige) Antwerpse tramlijnen 4, 8, 9, 11, 16 en 28. In de omgeving lag ook de tramstelplaats Groenenhoek waar nu het Vlaams Tram- en Autobusmuseum is gevestigd. Ook de goederenafdeling van het station Antwerpen-Berchem is in de wijk gevestigd. Wat in het Frans nog aangegeven wordt in de telegrafische code FCV (Chemin de) Fer Coin Vert.